# گمینا گروجیسکو دولنه
گمینا گروجیسکو دولنه (به لهستانی:  Gmina Grodzisko Dolne) یک گمینا در لهستان است که در شهرستان لژایسک واقع شده‌است. گمینا گروجیسکو دولنه ۷۸٫۴۲ کیلومتر مربع مساحت و ۸٬۰۹۹ نفر جمعیت دارد.